# (474067) 2016 JB12
(474067) 2016 JB12 es un asteroide que forma parte del cinturón interior de asteroides, descubierto el 5 de marzo de 2006 por el equipo del Spacewatch desde el Observatorio Nacional de Kitt Peak, Arizona, Estados Unidos.

## Designación y nombre
Designado provisionalmente como 2016 JB12.

## Características orbitales
2016 JB12 está situado a una distancia media del Sol de 1,848 ua, pudiendo alejarse hasta 1,998 ua y acercarse hasta 1,698 ua. Su excentricidad es 0,081 y la inclinación orbital 23,39 grados. Emplea 918 días en completar una órbita alrededor del Sol.

## Características físicas
La magnitud absoluta de 2016 JB12 es 18,403.